# Physalis vestita
Physalis vestita är en potatisväxtart som beskrevs av Umaldy Theodore Waterfall. Physalis vestita ingår i släktet lyktörter, och familjen potatisväxter. Inga underarter finns listade i Catalogue of Life.